# Aconodes latefasciatus
Aconodes latefasciatus är en skalbaggsart som beskrevs av Holzschuh 1984. Aconodes latefasciatus ingår i släktet Aconodes och familjen långhorningar.
Artens utbredningsområde är Nepal. Inga underarter finns listade i Catalogue of Life.